# Fougeré (Wandea)
Fougeré – miejscowość i gmina we Francji, w regionie Kraj Loary, w departamencie Wandea.
Według danych na rok 1990 gminę zamieszkiwały 833 osoby, a gęstość zaludnienia wynosiła 31 osób/km² (wśród 1504 gmin Kraju Loary Fougeré plasuje się na 652. miejscu pod względem liczby ludności, natomiast pod względem powierzchni na miejscu 355.).